# Bandera de Sajá

Bandera de la República de Sajá.

La bandera de Sajá es uno de los símbolos oficiales del sujeto federal homónimo de la Federación Rusa. Fue aprobada por el parlamento local el 14 de diciembre de 1992.
Su diseño consiste en un rectángulo de proporciones 1:2 en la que hay un campo azul, que ocupa 3/4 de la bandera con tres bandas en la base; una blanca y una roja, las cuales ocupan 1/16 del total y un área verde que ocupa 1/8. En el centro del campo azul hay un círculo blanco.

## Simbolismo
El círculo representa el sol blanco del Ártico y el azul, el cielo. La línea blanca es la nieve; el verde, la taiga y el rojo, el coraje de la gente.
- Datos: Q834691
- Multimedia: Flags of the Sakha Republic / Q834691